# Erin go bragh

Прапор батальйону святого Патрика (Мексика) із гаслом

Erin go bragh (/ˌɛrɪn ɡə ˈbrɑː/), іноді Erin go Braugh (ірл. Éirinn go Brách, /ˈeːɾʲɪn̠ʲ ɡə ˈbˠɾˠɑːx/, Ерінь ґо Брах) — гасло, що вживають як знак прихильності до Ірландії. Найчастіше перекладають як «Ірландія назавжди».
Оригінальна ірландська фраза має вигляд ірл. Éirinn go Brách (ˈeːɾʲɪn̠ʲ ɡə ˈbˠɾˠɑːx), де Éirinn — давальний відмінок від Éire, «Ірландія». У сучасній ірландській мові фраза пишеться як Éire go Brách, вимовляється [ˈeːɾʲə ɡə ˈbˠɾˠɑːx]. Можливо, англійську версію Erin go bragh взято з контексту типу ірл. Go bhfanad in Éirinn go brách (англ. May I stay in Ireland for ever, «Можу я зостатися в Ірландії назавжди») або ірл. Go bhfillead go hÉirinn go brách (англ. May go back to Ireland for ever, «чи можу я повернутися в Ірландію назавжди?»). В деяких ірландських діалектах (наприклад, у вотерфордському і в південноконнахтському) нормальною є заміна Éirinn на Éire, тому, можливо, англіфікація сталася від носія цього діалекту.